# Bramwell Fletcher
Bramwell Fletcher (* 20. Februar 1904 in Bradford, England; † 22. Juni 1988 in Westmoreland, New Hampshire, USA) war ein britischer Schauspieler.

## Leben
Nach einer kurzen Zeit als Bürobote begann Bramwell Flatcher seine Schauspielkarriere beim Theater in den 1920er-Jahren und gab sein Debüt am Broadway im Jahre 1929. Seinen ersten Film Chick hatte der blondhaarige Darsteller bereits ein Jahr zuvor unter Regie von A. V. Bramble gedreht. Er spielte unter anderem in Svengali (1931) neben John Barrymore und hatte eine Rolle als junger Wissenschaftler in Die Mumie (1932), wo er der titelgebenden Figur zum Opfer fällt. In dieser Zeit erhielt Fletcher gelegentlich auch Hauptrollen, etwa 1932 in The Face on the Barroom Floor. In den meisten seiner Filme blieb er – wie etwa in Gefundene Jahre, sein bekanntester Film aus den 1940ern – auf Nebenrollen beschränkt. 
Im Laufe seiner Karriere pendelte Fletcher häufiger zwischen Rollenangeboten in Großbritannien und den USA. Der Filmindustrie in Hollywood stand er eher kritisch gegenüber, und bereits 1943 drehte er seinen letzten Film. In späteren Jahren war er vor allem am Broadway sowie ab den 1950er-Jahren in Fernsehserien wie Preston & Preston oder Danger zu sehen. 1965 erzielte er mit seinem selbstgeschriebenen Stück The Bernard Shaw Story, in dem er den Literaturnobelpreisträger George Bernhard Shaw darstellte. Seinen letzten Auftritt vor einer Kamera hatte er 1967 in der Fernsehserie Das Geheimnis der blauen Krone. 
Bramwell Fletcher war viermal verheiratet, die ersten drei Ehen wurden geschieden: Von 1935 bis 1940 mit Schauspielerin Helen Chandler, von 1941 bis 1946 mit Diana Barrymore; ab 1950 mit Susan Robinson (aus dieser Ehe kamen drei Kinder) und von 1970 bis zu seinem Tod 1988 mit Lael Tucker Wertenbaker. Er verstarb 1988 mit 84 Jahren in New Hampshire.

## Filmografie (Auswahl)
- 1928: Chick
- 1930: So This Is London
- 1930: Raffles
- 1931: Svengali
- 1931: Once a Lady
- 1932: Die Mumie (The Mummy)
- 1932: Eine Scheidung (A Bill of Divorcement)
- 1933: Eine Frau vergisst nicht (Only Yesterday)
- 1934: Die scharlachrote Blume (The Scarlet Pimpernel)
- 1942: White Cargo
- 1942: Gefundene Jahre (Random Harvest)
- 1943: Immortal Sergeant
- 1949–1956: Studio One (Fernsehserie, acht Folgen)
- 1964: Preston & Preston (The Defenders; Fernsehserie, eine Folge)
- 1967: Das Geheimnis der blauen Krone (Coronet Blue; Fernsehserie, eine Folge)